# Axim
Axim (também conhecida como Axém) é uma cidade costeira localizada na Região Ocidental de Gana. É a capital do Distrito de Nzema Oriental e tinha uma população estimada de 27.719 pessoas em 2013. A cidade localiza-se a 64 quilômetros a oeste de Sekondi-Takoradi e a 241 quilômetros a oeste de Acra. Local de praias exuberantes e intensa atividade pesqueira, Axim é mais conhecida por abrigar o Forte de Santo Antônio de Axim, o segundo mais antigo da África Subsaariana, construído pelos portugueses em 1515.

## História

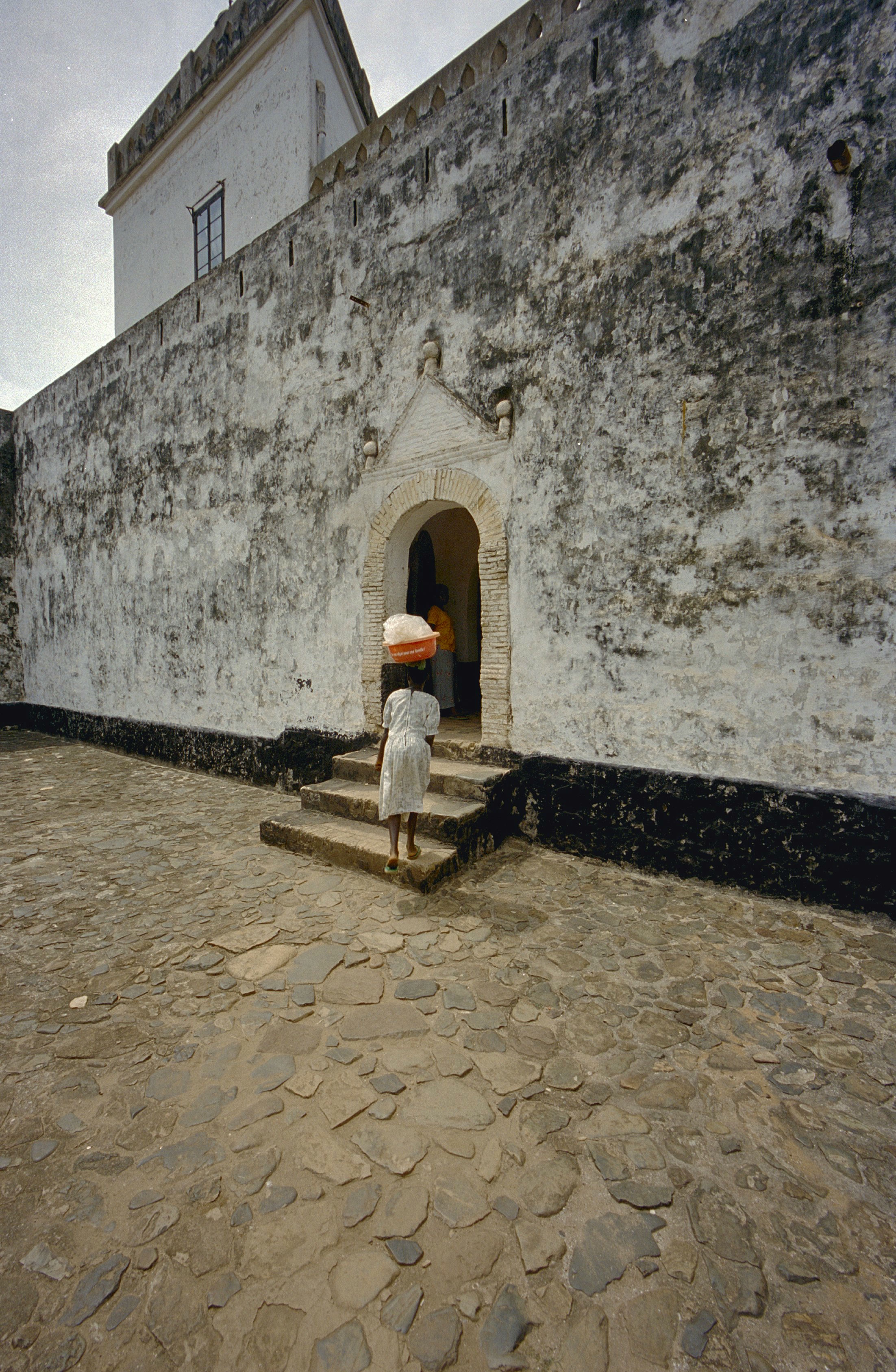
Entrada do Forte de Santo Antônio.

A região de Axim era originalmente ocupada pelo povo zema. Os portugueses chegaram no início do século XVI como mercadores e estabeleceram uma feitoria no local. Após vários ataques da população local ao posto comercial que construíram no rio Ankobra, construíram o Forte de Santo António de Axim em 1515, protegido por uma trincheira de três metros de profundidade. Durante esse período, exportaram africanos como escravos para os continentes americano e europeu. Axim logo se tornou um dos portos mais movimentados da costa ocidental da África. Em 1641, o local foi atacado pela Companhia das Índias Orientais e acabou sendo cedido aos holandeses no ano seguinte, com a assinatura do Tratado de Axim (1642).
Entre 1642 e 1872, o forte foi expandido e modernizado pelos holandeses, que controlavam a região. Por cerca de três séculos, Axim foi o centro do comércio de ouro, escravos, madeira e algodão na região. Estima-se que mais ouro passou pelo Forte de Santo Antônio do que qualquer outro forte holandês. Consequentemente, muitas companhias estabeleceram seus escritórios no local. Contudo, Axim perdeu sua relevância no comércio após os portos de Takoradi e Tema serem construídos. Em 1872, a região passou ao domínio britânico pelos termos dos Tratados Anglo-Neerlandeses de 1870-1871. Embora o Gana tenha adquirido sua independência nos anos 1960, foi só recentemente que Axim se tornou uma municipalidade, tendo seu status elevado da categoria de vila.

## Geografia
Assim como outras cidades fundadas pelos portugueses, Axim é dividida em duas partes: a Cidade Alta e a Cidade Baixa. O Forte de Santo Antônio é o marco divisório e se encontra próximo do local de onde partiu a colonização europeia da cidade. A Cidade Baixa vai do Forte até o sul, enquanto a Cidade Alta engloba a região norte em direção ao rio Ankobra. Na Cidade Alta se encontram várias mansões dos magnatas da extração de madeira e de outros negócios lucrativos do fim do século XIX, período da colonização britânica. Há também, para além do perímetro urbano, algumas vilas e estima-se que a população expandida da cidade seja de 33.000 pessoas.
Os habitantes de Axim são, em sua maioria, da etnia zema. A maioria fala zema, fante, inglês e outros idiomas locais. As escolas locais também ensinam francês e árabe. A maioria da população é cristã, mas uma minoria significativa (cerca de 25%) pratica o Islã. Assim como boa parte dos ganenses, a população de Axim mistura as tradições espirituais de seu povo com essas religiões. Pode-se observar em Axim a veneração a Nana Bralua, uma divindade que, segundo a tradição, vive numa conífera localizada na frente do Forte de Santo Antônio.

## Administração e política
Atualmente a cidade de Axim é governada por um chefe municipal executivo apontado pelo Distrito Municipal de Zema Oriental. Seu trabalho é supervisionado por uma assembleia municipal eleita. No entanto, Gana ainda reconhece e retém suas lideranças tribais tradicionais. O chefe supremo do conselho tradicional de Axim é o rei Awulae Attibrukusu III. O símbolo da casa real é uma galinha se aninhando num mastro, o que significa o dever do rei de sustentar sua tribo.

## Economia
A economia local é baseada na pesca, no serviço público e na produção de coco e borracha das plantações locais, além do turismo. Há ainda três resorts turísticos no local, cujo terreno fértil traz em sua paisagem dezenas de palmeiras. Além disso, verifica-se também a prática do garimpo nos riachos da cidade.
A cidade possui uma estação rodoviária, duas agências bancárias e algumas cooperativas de crédito rural.

## Cultura
Todo mês de setembro, Axim sedia o festival de Kundum, que coincide com a alta temporada da pesca. Durante o evento, centenas de pessoas se deslocam até Axim para as festividades e também para pescar e comprar peixe. A característica principal do festival é a adoração dos antepassados. Durante o Kundum os moradores da cidade buscam resolver seus problemas familiares de maneira pacífica; se necessário, com a ajuda dos mais velhos. Há muita dança, batucada e banquetes. Os líderes tradicionais e convidados de honra são carregados em palanquins em formato de canoas de pesca decorados com flores. Pouco se sabe sobre as origens desse festival, mas há registros de sua realização no século XVII.
A culinária local inclui dois pratos típicos: o fufu (grandes bolinhos feitos de mandioca triturada e banana da terra) e o kenkey (bolas de milho fermentadas no vapor e embrulhadas em folhas de bananeira), ambos servidos com sopa.

## Turismo
Além do turismo histórico ao redor do bem-preservado Forte de Santo Antônio, classificado como monumento histórico nacional e mantido pelo governo ganense, a cidade de Axim é procurada por suas praias exuberantes, que atraem surfistas de diversas regiões do país. Há também três ilhas pitorescas na região, incluindo a de Boboewusi, que possui um imponente farol, construído em 1925 e aberto ao público. É possível observar baleias e golfinhos nas praias de Axim entre outubro e abril e tartarugas marinhas entre outubro e dezembro. O banho de mar não é recomendado nas praias da cidade, apenas nos resorts.
Outras atrações turísticas incluem o Beachcomber Bar, da era colonial, o prédio do antigo Departamento de Obras Públicas, as ruínas da Mansão Paa Grant, a antiga Delegacia de Polícia e o Prédio Quandahor, dos anos 1920.

## Personalidades ilustres
- Anton Wilhelm Amo (1703-1759), filósofo e primeiro negro a frequentar uma universidade na Europa
- Kwame Nkrumah (1909-1972), intelectual e primeiro presidente do Gana